# Trouble comportemental de guerre
 (juillet 2008).
Si vous disposez d'ouvrages ou d'articles de référence ou si vous connaissez des sites web de qualité traitant du thème abordé ici, merci de compléter l'article en donnant les références utiles à sa vérifiabilité et en les liant à la section « Notes et références ».

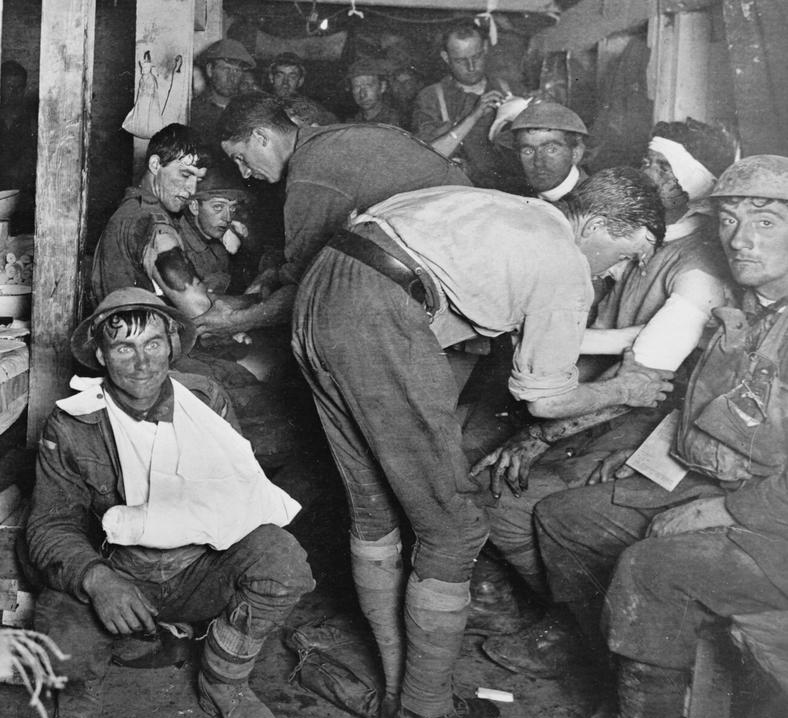
"Thousand-yard stare", regard vide signe caractéristique de l'instauration d'une barrière émotionnelle après un traumatisme.

Les troubles comportementaux de guerre sont des troubles psychiques et relationnels qui apparaissent en condition de guerre ou de stress intense, ou à la suite d'une exposition à ces conditions. Ils peuvent affecter des soldats, leurs familles et proches ou d'autres acteurs (actifs ou passifs) d'un conflit armé.

## Nature de ces troubles
De nombreux auteurs ont depuis l'Antiquité rapporté — en conditions de conflits ou de violences subies (dont privation de liberté) — des constats d'augmentation de la cruauté, de l'insensibilité, voire de sadisme ou de folie.
Le stress à l'origine du trouble peut être constant ou passager mais récurrent. Il peut n'être ressenti que par la victime du trouble (par exemple dans le cas d'une situation forçant la personne à revivre un évènement traumatique passé tel que situation de guerre, viol, assassinat, torture, etc.).
Ces troubles de la personnalité et comportementaux sont parfois associés à des troubles psychomoteurs (qui peuvent aussi avoir des origines biologiques, c'est-à-dire être des séquelles de traumatismes physiques, lesquels peuvent à leur tour générer des troubles psychiques).
Ces troubles peuvent être momentanés (résilience) ou durables.
Les troubles les plus fréquents seraient : 
- insomnie ;
- cauchemars ;
- paranoïa ;
- culpabilité ;
- hallucinations ;
- dissociation de la personnalité ;
- comportements destructeurs ou suicidaires : alcoolisme, consommation de drogues, etc.

Tous ces symptômes sont renforcés par une impossibilité, au retour dans la famille ou la vie civile, de dire ou partager la violence qui a été donnée, vécue et ressentie, ce qui peut conduire à une désociabilisation, l'ancien soldat se plaçant par exemple souvent dans une situation d'incompris qui renforce une vie solitaire ou avec d'anciens soldats. De nombreux soldats sont en outre tenus à un devoir de réserve ou ont dû promettre de ne pas révéler ce qu'ils ont fait ou vu, éventuellement contre leur gré et sous la menace. Le secret les enferme un peu plus.
Des troubles de stress post-traumatique particuliers peuvent naître de relations  « victimes » - « bourreaux » et, dans un conflit grave, tout sujet peut potentiellement toujours être à la fois « victime » de quelqu'un et « bourreau » de quelqu'un autre, en termes simples.

## Histoire de la prise de conscience de ces troubles
Dès la Première Guerre mondiale, la psychiatrie militaire a identifié divers syndromes, plus ou moins bien compris, dits obusite en français, « shell shock », « battle stress » et « battle fatigue » en anglais, « Kriegszitter », « Schüttelneurose » en allemand. De nombreux soldats étaient accusés d'être des simulateurs, et beaucoup ont été fusillés ou enfermés pour cette raison.
Les guerres nucléaires (ou états de victimes d'essais nucléaires ratés) ont suscité des troubles nouveaux où les aspects socio-psychologiques ne doivent pas cacher de probables causes biologiques réelles.
Plus récemment, le syndrome de la guerre du Golfe ou des combattants du Kosovo pose les mêmes questions.

## Hypothèses explicatives
Deux explications sont souvent données (complémentaires ou à additionner, par exemple chez les soldats des tranchées de la Première Guerre mondiale) ;
- L'épuisement physique (fatigue physique, manque de sommeil, perturbation du rythme de veille, marches forcées, douleur physique dépassant la résistance normale de l'individu, etc.), auquel on peut parfois ajouter l'exposition à certaines toxines (cf. armes chimiques, toxicité des munitions, alimentation avariée, etc.). Dans ces cas, les troubles sont généralement temporaires.
- L'épuisement moral (face à l'exposition au risque de mourir, à la vue d'autrui mourant, à l'acte de tuer, à la torture, à des actes contredisant la morale ou l'éthique du soldat, etc.) à l'obligation d'obéir à des ordres éventuellement incompréhensibles ou paraissant inappropriés (dissonance cognitive). Les troubles comportementaux générés par ces situations pourraient être dus à la distance que doit prendre l'esprit du combattant (attaquant et/ou défenseur) avec la réalité. Il ne devient pas insensible, mais pour sauvegarder sa santé mentale, l'esprit se dissocierait des actes qu'il commet.

John Kerry notamment, dénonça avec d'autres soldats les crimes vus ou faits par eux lors de la guerre du Viêt Nam, dénonçant cette guerre, et affirmant que les conditions de la guerre entraînaient des troubles comportementaux menant à la cruauté, aux abus, et aux crimes de guerre gratuits.
L'exposition à plus long terme à un stress intense de guerre entraîne des séquelles plus lourdes : l'esprit compose petit à petit avec ce qu'il a enregistré (vu, vécu, entendu, senti, etc.).

## Troubles somatiques
Certains troubles qu'on a d'abord classés comme ayant une origine psychosomatique pourraient en fait également ou totalement avoir des causes organiques ; 
Les soldats des guerres modernes sont exposés à :
- des chocs physiques internes importants (effet de souffle). Ces derniers peuvent gravement traumatiser les organes internes sans laisser de traces externes ;
- de nombreux toxiques. La toxicité des munitions peut être recherchée dans le cas des armes chimiques (ex dizaines de gaz de combat différents utilisés en 14-18), ou dériver de l'utilisation des munitions en grandes quantités. Durant les deux premières guerres mondiales, les amorces des balles et obus, mines, torpilles et autres engins explosifs étaient la plupart du temps faites à base de fulminate de mercure (au moins deux grammes par obus durant la Première Guerre mondiale), qui libère de la vapeur de mercure dans l'air. Presque toutes les munitions contenaient du plomb, souvent durci par ajout d'antimoine et d'arsenic, également toxiques. Les composés issus de la combustion de la poudre (constituée de nitrate essentiellement durant la Première Guerre mondiale) sont également des polluants.  Ces toxiques sont inhalés et/ou absorbés par la peau et/ou par ingestion. Ils peuvent agir en synergies. L'uranium appauvri et les substances radioactives se sont ajoutées aux précédentes depuis une cinquantaine d'années.

Plusieurs de ces toxiques sont connus pour provoquer des paralysies, une réduction du champ visuel (mercure), perte de la vue ou hallucinations, défaut de coordination des mouvements, courbatures, des troubles de l'attention ou de la mémoire, une diminution des capacités cognitives, etc. et ils pourraient avoir contribué à l'amnésie sélective de guerre, etc.
On sait maintenant que les individus sont non seulement inégaux face au stress psychique, mais qu'ils sont aussi génétiquement inégaux devant certains toxiques (devant le plomb par exemple). 
Avec le recul du temps et les connaissances actuelles en toxicologie, il est plausible, voire probable que de nombreux soldats fusillés pour l'exemple ou punis pour avoir simulé une maladie ou des troubles psychiques étaient en fait victimes de troubles réels et au moins pour partie "organiques", qu'on pourrait rétrospectivement classer dans les séquelles précoces de guerre.

## Enjeux
La bonne compréhension de ces troubles, et leur reconnaissance permet les conditions d'une meilleure résilience (individuelle et collective), nécessaire à la résolution non-violente des conflits. Sinon, ils seront souvent un facteur entretenant le racisme ou la haine qui sera source de nouveaux conflits. 